# Schefflenz
Schefflenz ist eine Gemeinde im Neckar-Odenwald-Kreis im Nordosten von Baden-Württemberg. Sie liegt im Naturraum Bauland und gehört zur Metropolregion Rhein-Neckar. Die Gemeinde besteht aus den Ortsteilen Oberschefflenz, Unterschefflenz, Mittelschefflenz und Kleineicholzheim.

## Geographie

### Lage und naturräumliche Einordnung
Schefflenz liegt im südwestlichen Bauland auf einer von Tälern zergliederten Muschelkalkhochfläche. Das Gemeindegebiet umfasst 36,96 km². Die Siedlungen von Schefflenz liegen auf Höhen zwischen 250 und 310 m ü. NHN. Der tiefste Punkt ist die Kelchenmühle im Süden (252 m), der höchste die bewaldete Kuppe der Kohlplatte im Nordwesten (354 m). Die umliegenden Plateauränder erreichen Höhen um 350 m. Die Schefflenz verläuft in Nord-Süd-Richtung durch das Gemeindegebiet und durchzieht dabei einen breiten, flach eingeschnittenen Talboden. Zu ihren Nebengewässern zählen der Eberbach und das Auebächlein, die als Zuflüsse zur Schefflenz das örtliche Fließgewässersystem ergänzen. Schefflenz liegt innerhalb des Naturparks Neckartal-Odenwald. Das Naturschutzgebiet Unteres Heimental liegt größtenteils auf Elztaler Gemarkung und erstreckt sich östlich von Oberschefflenz in Richtung des Elztaler Ortsteils Rittersbach. Naturpark Neckartal-Odenwald. Schefflenz befindet sich im Nordosten Baden-Württembergs in einer vorwiegend landwirtschaftlich genutzten, teils bewaldeten Hügellandschaft. Angrenzende Gemeinden sind Elztal, Limbach, Seckach, Adelsheim, Roigheim (Landkreis Heilbronn) und Billigheim.

### Geologie
Das Gemeindegebiet von Schefflenz gehört geologisch zum südwestlichen Bauland und wird überwiegend von Gesteinen des Muschelkalks aufgebaut. Im äußersten Norden treten mit den Oberen Röttonen bereits Formationen des Buntsandsteins auf, die für den Übergang zur benachbarten Landschaft des Hinteren Odenwalds typisch sind. Geomorphologisch gliedern sich diese Gesteine unauffällig in die leicht zertalte Hochfläche ein, die als Rumpffläche gedeutet wird. Ihre Ausbildung reicht vermutlich bis ins Tertiär zurück und verläuft flachwellig in Richtung Heidersbach und Rittersbach. Die Schefflenz durchzieht das Gebiet in einem nahezu meridional ausgerichteten Sohlental mit breitem Wiesengrund. Westlich der Schefflenz steigt das Gelände auf dem meist mittleren Muschelkalk sanft zur Wasserscheide mit dem Elztal an. Östlich des Tals hat die Schefflenz im Oberen Muschelkalk eine ausgeprägtere Schichtstufe zwischen Kleineicholzheim und Oberschefflenz geformt, die sich unterhalb von Oberschefflenz auf die westliche Talseite verlagert. An der Nordseite des Vogelbergs (338 m ü. NN) tritt sie erst im Einzugsgebiet der Elz, im Auerbachtal, wieder deutlich hervor.
Die Bodengüte in Schefflenz gilt als vergleichsweise hoch und beruht auf dem wenig verkarsteten Muschelkalk als geologischem Untergrund sowie einer mäßigen Lössüberdeckung. In Verbindung mit Jahresmitteltemperaturen von über 9 °C in den 1980er- und 1990er-Jahren ergeben sich damit Standortverhältnisse, wie sie für die Altsiedellandschaften des südwestlichen Baulands typisch sind. Karsterscheinungen wie Dolinen und wasserlose Senken kommen auf den umgebenden Höhenzügen bei Großeicholzheim und im Weidachswald vor.

### Klima
Klimatisch macht sich die im Vergleich zum nördlich benachbarten Odenwald geringere topographische Höhenlage durch höhere Temperatur und geringere aber i. d. R. ausreichende Niederschlagsmengen (> 600 l/m² pro Jahr; d. h. Niederschlag größer als Verdunstung, für die herkömmlichen Feldfrüchte keine zusätzliche Bewässerung notwendig) günstig bemerkbar. Auch die strahlungstechnisch vorteilhafte recht offene Lage von Tal und Hochflächen mit allgemeiner Südsüdwest-Ausrichtung ist agrarisch/ klimatisch „von Nutzen“.
Der jahreszeitliche Temperaturverlauf zeigt meist im späten Juli und frühen August Maxima, mehrere Tiefpunkte treten gewöhnlich von Anfang Dezember bis Mitte Februar auf (nach eigenen Messungen 1987–1996 und historischen Auswertungen bis zurück in die 1920er Jahre). In den im Vergleich zu Sonnenstand teils verspäteten thermischen Extremen und im Wintermaximum des Niederschlags (besonders Dezember) kommen Eigenschaften eines eher ozeanisch dominierten subozeanischen bis subkontinentalen Übergangsklimas zu Geltung.
Es darf angenommen werden, dass die nördlich und nordwestlich gelegenen Höhen des Odenwalds (bis ca. 600 m ü. NN) ggf. niederschlagsmäßig abschirmenden Effekt oder geringen Staueffekt bewirken, temperaturmäßig v. a. bei West- bis Nordwind schwacher erwärmender Föhneffekt zu veranschlagen ist (nicht in Zahlen belegt).
Kurzfristige Schwankungen der Zirkulations- und Witterungsverhältnisse führen, wie vielerorts in den Mittelbreiten, gelegentlich zu bemerkenswerten, „historischen“ Ereignissen, die sich im allgemeinen Gedächtnis der Einheimischen – in der Regel jahreszeitlich eingeordnet – niederschlagen, z. B.:
- niedrigste (Tiefst-)Temperatur: ca. −30 °C, vermutlich Winter 1928/29;
- Schneehöhe über 50 cm: März 1987, Dezember 2001;
- letztmals Bach begehbar zugefroren: Ende der 1960er Jahre;
- regionales „Jahrhundert“-Hochwasser: Dezember 1993;
- Sturmereignisse: Spätwinter 1990, Weihnachtssturm Lothar 1999.

Belege für diese und (nicht angeführte) andere Extrem-Ereignisse beruhen sowohl auf Angaben von Zeitzeugen wie auf persönlicher und/oder offizieller Dokumentation.

### Siedlungs- und Bevölkerungsgeographie
Siedlungsgeographisch gehören Unter- und Mittelschefflenz dem Typus des Haufendorfs zu. Der Straßenverlauf erscheint zufällig, die Anordnung der Gehöfte willkürlich. Der historische Ortsetter von Oberschefflenz konzentriert sich dagegen entlang der Hauptstraße (ca. 120 Gebäudeeinheiten) und entlang weniger Nebenstraßen (ca. 60 Gebäudeeinheiten). Der Verlauf des alten Handels- und Heereswegs Heidelberg-Würzburg zeichnet sich im Verlauf der Oberschefflenzer Hauptstraße nach. Mit Sicherheit führte auch der Römerweg (ab. 1. Jahrhundert n. Chr.) durch das Schefflenztal gen Osten. Allerdings ist der genaue Verlauf umstritten: Während Roedder von einer bereits frühen Führung über die Höhen südlich des Elztals durch Oberschefflenz ausgeht, plädiert Ebersold für einen alten Mittel/ -Unterschefflenzer Wegeverlauf. Jedenfalls querte die Römerstraße auf der Strecke zwischen den römischen Lagern Neckarburken (West) und Osterburken (Ost) auf 30 km im heutigen Gemeindegebiet das einzige Tal. In Kleineicholzheim, dem sog. „Weiler“, mischen sich Haufen- und Straßendorfmerkmale, wobei an Odenwald- und Seckacher Str. – den beiden Hauptwegen –, wie in Oberschefflenz, hier eher ungeregelte Formen des Straßen- oder Reihendorfs vorherrschen.
Die Schefflenzdörfer und Kleineicholzheim sind vier (territorial-)geschichtlich eng zusammengehörige Einheiten. Gleichwohl hat sich im Laufe der Jahrhunderte ein verwaltungsmäßiges Zusammenwachsen der heutigen Ortsteile lediglich und letztlich im Zuge der Gemeindereform der frühen 1970er-Jahre ergeben, wenn auch die Benennung der drei Schefflenzdörfer „von jeher“ alte Verbundenheit erkennen lässt. Jene Verbundenheit zeigte sich über Jahrhunderte in den gemischten Ansprüchen der Kurpfalz und von Kurmainz auf die Dörfer. 1973 haben sich dagegen die politischen Gemeindezugehörigkeiten der beiden Eicholzheimdörfer nach Volksabstimmungen geändert: Groß- im obersten Schefflenztal zur Gemeinde Seckach, Klein- zu Schefflenz.
Zu bemerken ist, dass infolge der Vertreibung von – im Kern sprachlich und im historischen Gedächtnis – als deutsch eingeordneter Bevölkerung aus mittelosteuropäischen Siedlungsgebieten (v. a. Sudetenland, Mähren, Ungarn; auch Danzig) nach Ende des Zweiten Weltkriegs Schefflenz erheblichen Bevölkerungszuwachs erfuhr. Bis heute dauern privat in Pflege von Mundart oder Religion oder kulturellem Selbstverständnis Eigenarten bei den Kriegs-Flüchtlingen vor Ort z. T. fort, indes nicht vereinsmäßig (wie etwa in der Kreisstadt Mosbach). Konfessionell betrachtet hat sich durch den Zuzug der Kriegsflüchtlinge eine Vergrößerung des katholischen Bevölkerungsanteils im Vergleich zur traditionell calvinistisch-protestantischen Mehrheit eingestellt.
In der Bevölkerungsstruktur macht sich die Randlage der Gemeinde zwischen den Ballungsräumen Heidelberg-Mannheim, Heilbronn/ Neckar-Unterland sowie ferner Rhein-Main und Würzburg in den letzten beiden Jahrzehnten durch eine insgesamt stagnierende Bevölkerungszahl bemerkbar. Wanderungs- und Geburten- und Sterbefälle ergaben ein Einwohnermaximum von ca. 4400 Personen 1995 und 2000, während seitdem ein leichter Rückgang anhält (Ende 2005 4290 Einwohner). Im Vergleich zum Landesdurchschnitt von 220 fällt die Bevölkerungsdichte mit etwas weniger als 120 Einwohnern/km² unterdurchschnittlich aus. Dagegen entsprechen die mittleren Alter der männlichen und weiblichen Bevölkerungsgruppen ziemlich genau dem baden-württembergischen 2005: 40,0 Jahre bei Männern (B.-W.: 40,1), 43,0 bei Frauen (B.-W.: 42,7). [Statistisches Landesamt B.-W., siehe Weblinks]

### Gemeindegliederung

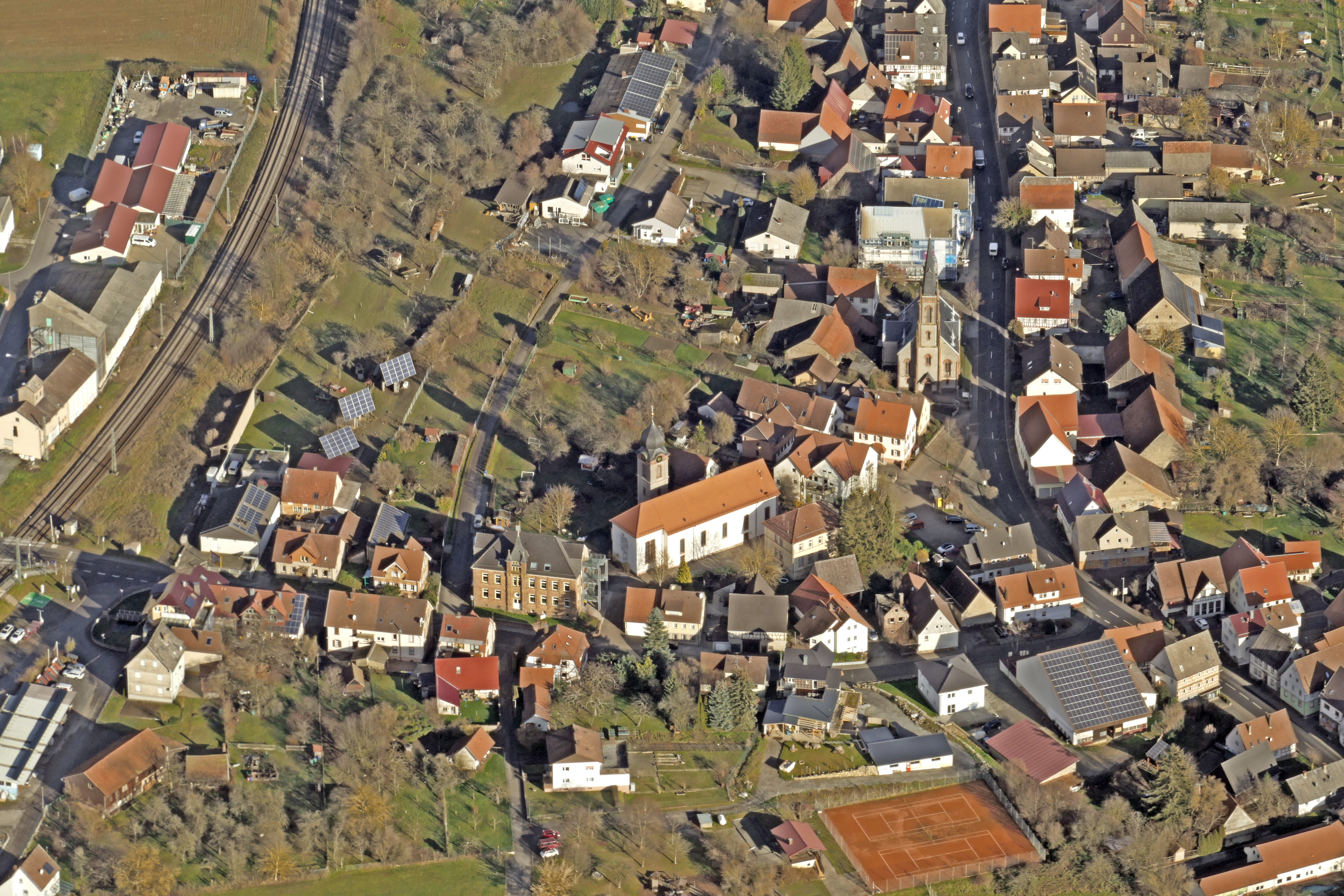
Luftbild des Ortszentrums von Oberschefflenz (Ortsteil von Schefflenz)

Die Gemeinde Schefflenz besteht aus den vier Ortsteilen Kleineicholzheim (228 Einwohner, 2017), Mittelschefflenz (1070 Einwohner), Oberschefflenz (1505 Einwohner) und Unterschefflenz (1146 Einwohner). Die Ortsteile sind gebietsgleich zu den früheren Gemeinden gleichen Namens.
Zum Ortsteil Kleineicholzheim gehören das Dorf Kleineicholzheim und der Ort Bahnstation Eicholzheim. Zu den Ortsteilen Mittelschefflenz und Oberschefflenz gehören jeweils nur die gleichnamigen Dörfer. Zum Ortsteil Unterschefflenz gehören das Dorf Unterschefflenz, der Ort Am Kelchenwald und das Haus Kelchenmühle.

Im Ortsteil Mittelschefflenz liegt die Wüstung Eildorf.

### Nachbargemeinden
Folgende Gemeinden grenzen an die Gemeinde Schefflenz. Sie gehören teilweise zum Neckar-Odenwald-Kreis und teils zum Landkreis Heilbronn: Adelsheim, Billigheim, Elztal, Limbach, Roigheim (Landkreis Heilbronn) und Seckach.

## Geschichte
Schefflenz wird erstmals im Lorscher Codex anlässlich einer Schenkung durch einen Lentrich im Jahr 774 als Scaflenze urkundlich erwähnt. Die drei Schefflenzdörfer besaßen als Reichsdörfer zunächst Reichsunmittelbarkeit. Im Laufe des Mittelalters erwarben jedoch verschiedene Ritterfamilien Rechte an den Dörfern. Nach der Auflösung des Klosters Lorsch 1232 gelangten die drei Dörfer an Kurmainz. Ab der zweiten Hälfte des 14. Jahrhunderts versuchte die Kurpfalz die Vorherrschaft in der Gegend zu erlangen, was in Schefflenz schrittweise gelang. 1545 wurde in der Kurpfalz die Reformation nach lutherischem Bekenntnis eingeführt. Dies verschärfte den Konflikt zwischen Kurpfalz und Kurmainz. 1653 verzichtete Kurmainz auf alle Rechte an den drei Schefflenzdörfern und Schefflenz gelangte endgültig zur Kurpfalz.
Nach dem Dreißigjährigen Krieg wuchs die Bevölkerungszahl auch durch Zuwanderung stark an. Die Einwohnerschaft der Wüstung Eildorf soll angeblich im Zeitraum dieses Krieges ausgestorben sein. Bei der Auflösung der Kurpfalz im Reichsdeputationshauptschluss 1803 kam Schefflenz zunächst zum Fürstentum Leiningen und ab 1806 zum Großherzogtum Baden. Mitte des 19. Jahrhunderts verließen etwa 500 Einwohner Schefflenz zumeist in Richtung Nordamerika. 1862 wurde Oberschefflenz an die Bahnstrecke Heidelberg–Würzburg angeschlossen. In der NS-Zeit wurden acht jüdische Einwohner Opfer der Shoa. An sie erinnert eine Gedenktafel auf dem jüdischen Friedhof Bödigheim, ihrer traditionellen Begräbnisstätte.
Am 1. Januar 1972 wurde die Gemeinde Schefflenz durch Vereinigung der bis dahin selbstständigen Gemeinden Mittelschefflenz, Oberschefflenz und Unterschefflenz gebildet. Am 1. Februar 1972 wurde die Gemeinde Kleineicholzheim nach Schefflenz eingemeindet.

### Wappen der ehemaligen Gemeinden

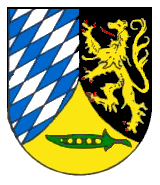
Mittelschefflenz
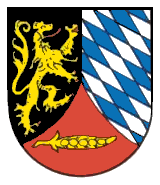
Oberschefflenz
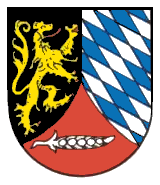
Unterschefflenz
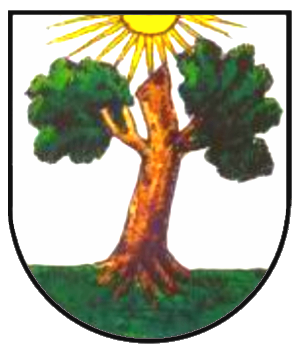
Kleineicholzheim

## Politik

### Gemeinderat
Der Gemeinderat hat 14 ehrenamtliche Mitglieder, die für fünf Jahre gewählt werden. Hinzu kommt der Bürgermeister als stimmberechtigter Gemeinderatsvorsitzender.
Die Kommunalwahl am 9. Juni 2024 führte zu folgendem Ergebnis.
| Gemeinderat 2024                        | Gemeinderat 2024 | Gemeinderat 2024 | Gemeinderat 2024 | Gemeinderat 2024 |
| Partei / Liste                          | Stimmenanteil    | Sitze            | Ergebnis 2019    |                  |
| --------------------------------------- | ---------------- | ---------------- | ---------------- | ---------------- |
| Wahlvorschlag 2                         | 53,26 %          | 7                | 54,0 %, 8 Sitze  |                  |
| Wahlvorschlag 1                         | 46,74 %          | 7                | 46,0 %, 6 Sitze  |                  |
| Wahlbeteiligung: 67,18 % (2019: 65,7 %) |                  |                  |                  |                  |

### Bürgermeister
An der Spitze der Gemeinde steht der Bürgermeister der von der Bevölkerung auf acht Jahre direkt gewählt wird. Seine Stellvertreter werden jeweils vom Gemeinderat nach den Gemeinderatswahlen neu gewählt.
- 1972–1992: Hermann Döttling (Freie Wähler)
- 1992–2008: Peter Fox (CDU)
- 2008–2024: Rainer Houck (CDU)[14]
- seit 1. Januar 2025: Raphael Hoffmann (parteilos)[15]

### Wappen
Durch eine eingebogene silberne (weiße) Spitze, worin ein linkshin liegendes grünes Eichenblatt unter einer pfahlweis gestellten grünen Erbsenschote mit silbernen (weißen) Erbsen, gespalten; vorn von Blau und Silber (Weiß) schräglinks gerautet (Wittelsbacher Wappen: die Kurpfalz als Teil des Wittelsbachischen Erbes), hinten in Schwarz ein rot bewehrter und rot bezungter goldener (gelber) Löwe.

### Gemeindepartnerschaften
Schefflenz unterhält mit folgenden Gemeinden Gemeindepartnerschaften:
- Cunewalde (Sachsen)
- Ágfalva (Ungarn)

## Kultur und Sehenswürdigkeiten

### Bauwerke
In Unterschefflenz befindet sich eine evangelische Kirche, deren Portal mit 1764 datiert ist. Vor der Kirche steht eine 1870 angepflanzte Tanzlinde, auf dem angrenzenden Friedhof befinden sich zwei Kriegerdenkmale für die Gefallenen des Ortes aus den Kriegen 1870/71 bzw. 1914 bis 1918 und 1939 bis 1945. Das Bürgeramt ist ein moderner Zweckbau aus den Jahren 1957/58. Das 1911 erbaute Schulhaus des Ortes dient inzwischen als Wohnhaus. Wie auch in den anderen Ortsteilen befinden sich in Unterschefflenz zahlreiche historische Fachwerkgebäude, darunter das heute als Heimatmuseum genutzte Gebäude von 1797.

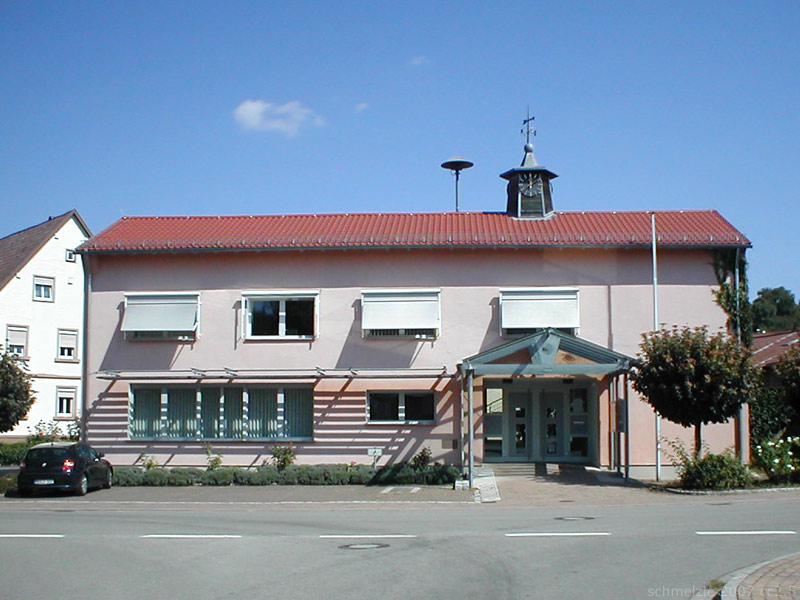
ehem. Rathaus
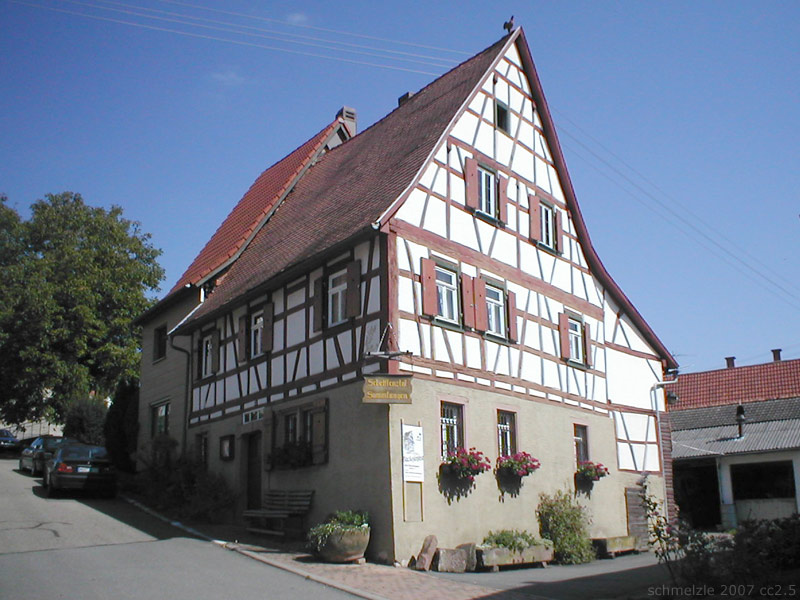
Heimatmuseum
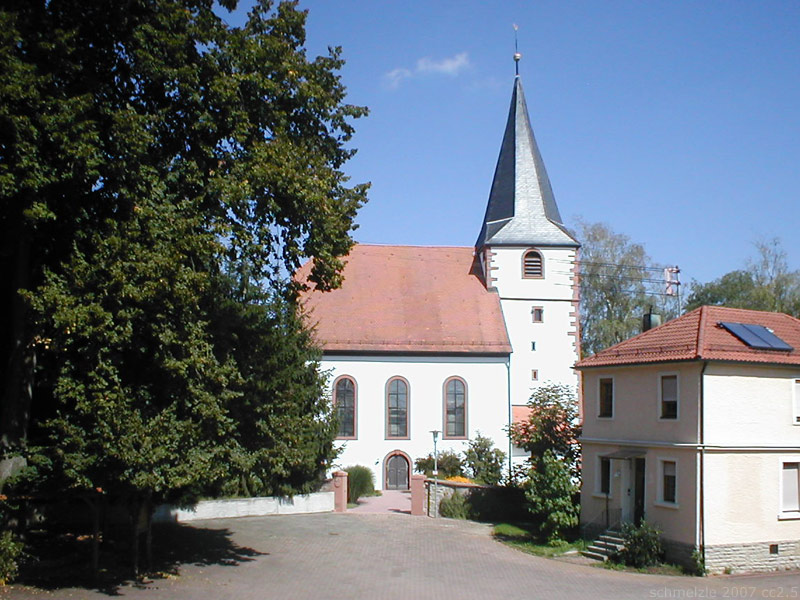
Evang. Kirche
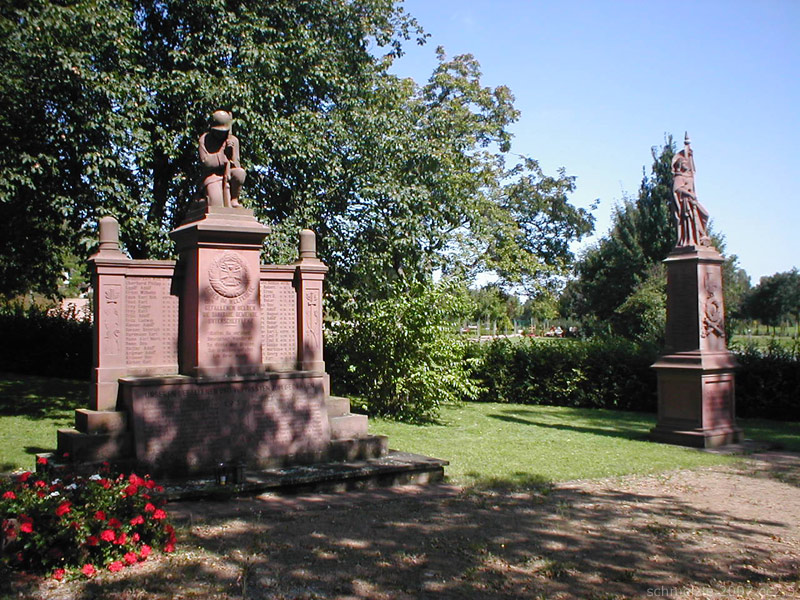
Kriegerdenkmale

In Mittelschefflenz befindet sich eine evangelische Kirche, die 1473 in ihrer heutigen Gestalt vollendet und in den letzten Jahren umfassend saniert wurde. An der Längswand des Kirchenschiffs ist eine Sonnenuhr, vor der Kirche befindet sich ein Kriegerdenkmal. Das Rathaus ist ebenfalls ein moderner Zweckbau.
- Evang. Kirche
- Sonnenuhr an evang. Kirche
- Altes Rathaus inzw. durch Neubau ersetzt

In Oberschefflenz befinden sich in der Ortsmitte die katholische Kirche St. Kilian von 1795 sowie die 1885 im Stil der Neogotik erbaute evangelische Kirche. Das Schulhaus wurde 1909 errichtet.

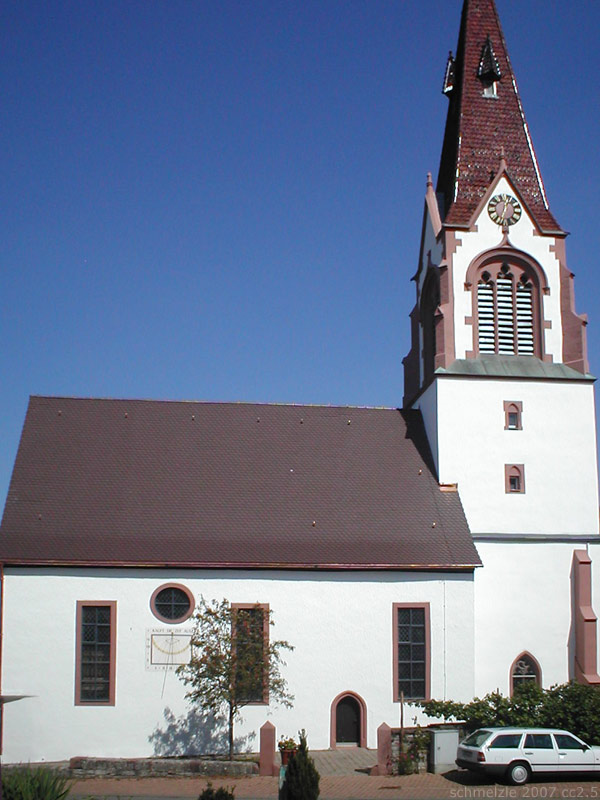
Kath. Kirche St. Kilian
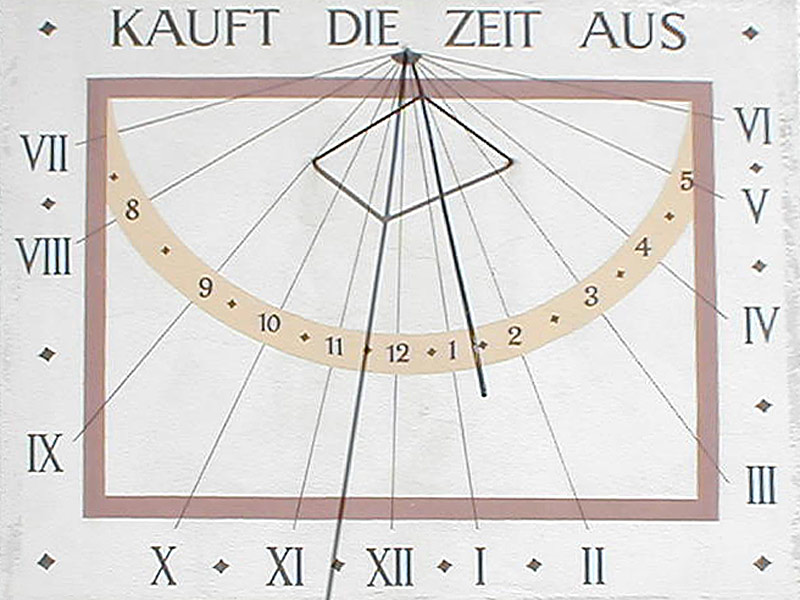
Evang. Kirche
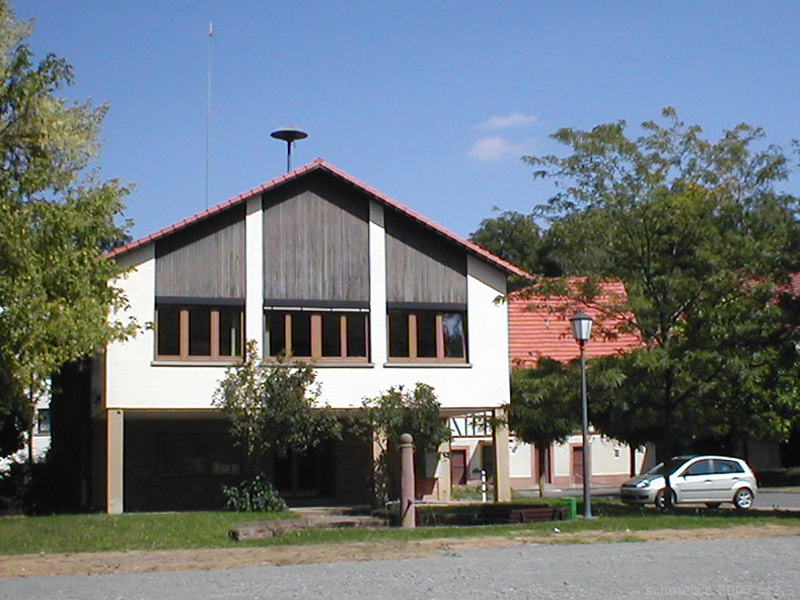
Altes Rathaus inzw. durch Neubau ersetzt

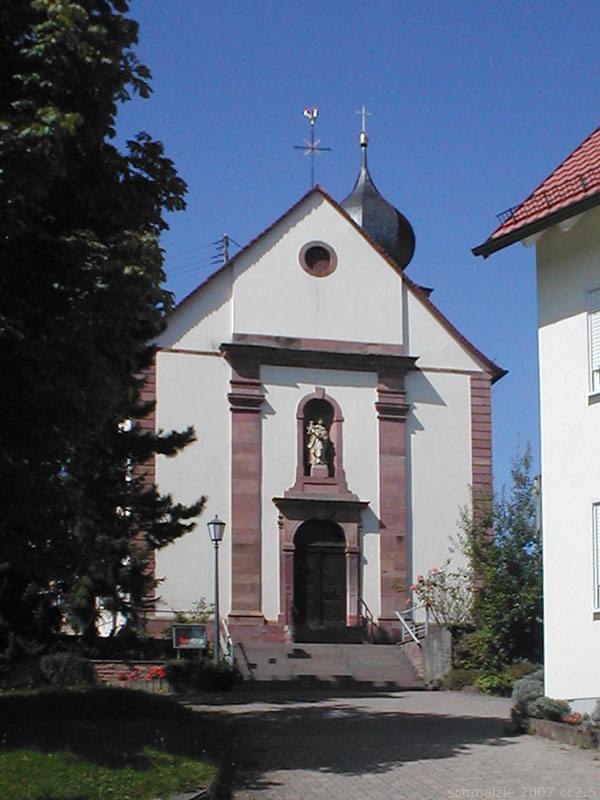
Kath. Kirche St. Kilian
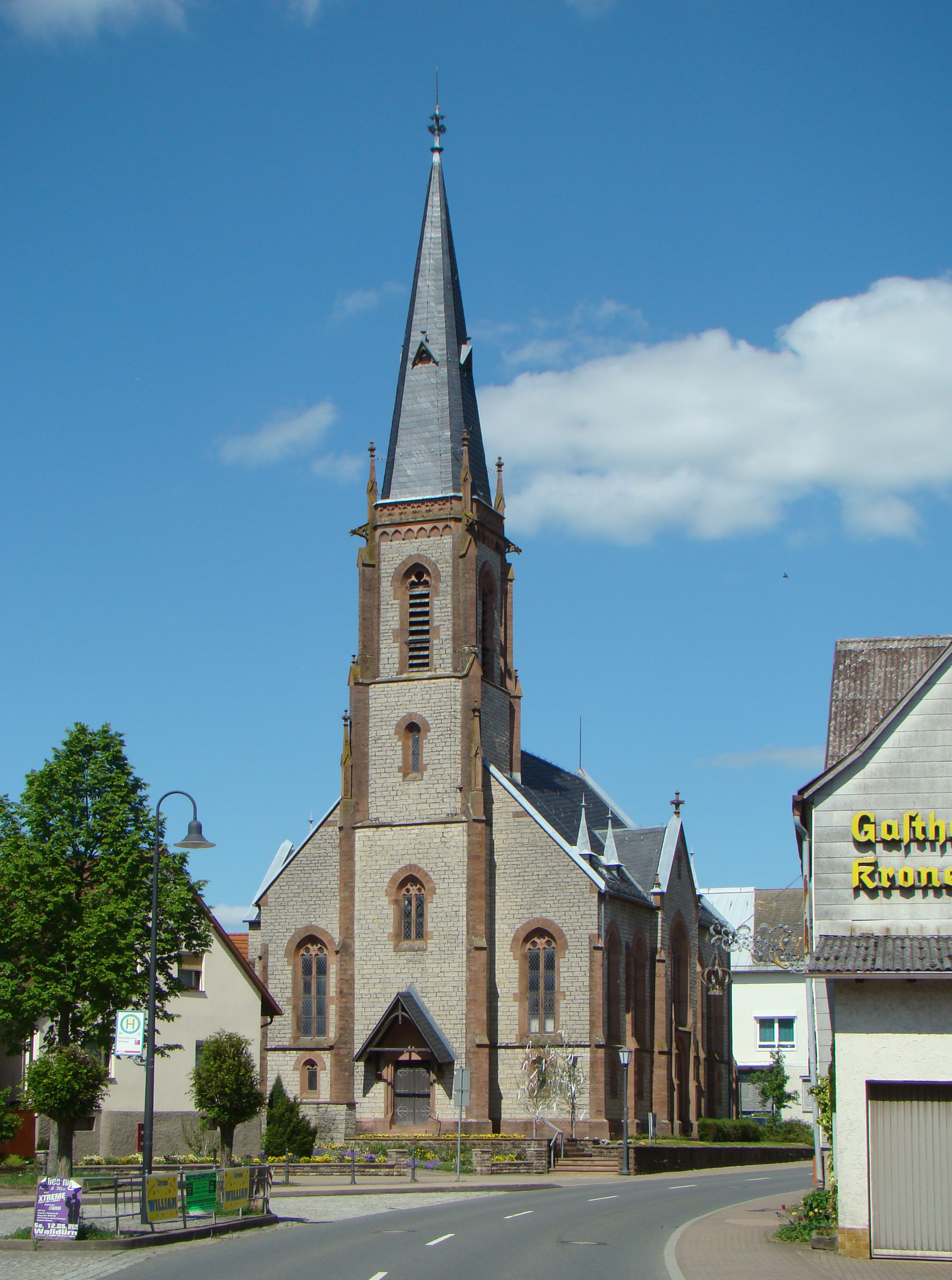
Evang. Kirche
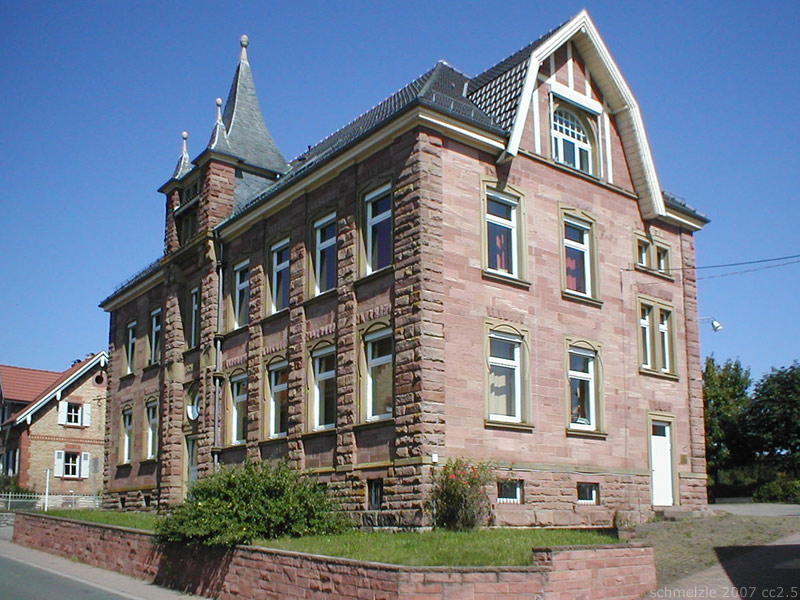
Schulhaus
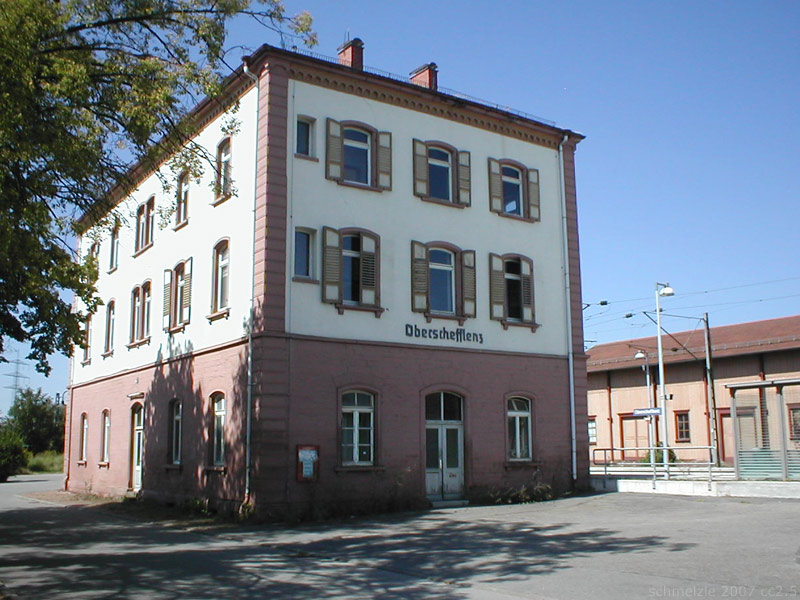
S-Bahn-Station

In Kleineicholzheim befindet sich das ehemalige Schloss der Grafen von Waldkirch, in dem von 1845 bis 1938 auch die Synagoge der jüdischen Gemeinde des Ortes untergebracht war. Das Gebäude wurde in den 1950er Jahren zum Mehrfamilienhaus umgebaut.

### Theater
Alljährlich zu Beginn des Jahres finden die Theateraufführungen der Theatergruppe des Gesangsvereins Eintracht Mittelschefflenz in der Schefflenzer Harmonie statt.

### Museen
Heimatmuseum des Vereins Schefflenztal-Sammlungen e. V. in Unterschefflenz, das mit einem Heimatpreis ausgezeichnet wurde.

### Regelmäßige Veranstaltungen
- Konzerte des Musikvereins Oberschefflenz
- Konzerte des Musikcorps Schefflenz
- Maibaumaufstellen des Gewerbevereins
- Backofenfest des Vereins der „Schefflenztal-Sammlungen e. V.“
- Jedermannschießen des Bogenschützenvereins Schefflenz
- Moto-Cross Rennen auf der WM Strecke des MSC Schefflenz

## Wirtschaft und Infrastruktur
Neben der Landwirtschaft entwickelten sich Mitte des 20. Jahrhunderts mittelständische Betriebe (Landwirtschaftliche Kleinmotoren, Holz, Lacke). In Unterschefflenz produziert die Campina AG in einer Molkerei Schichtkäse und Frischkäse. Handwerksbetriebe überwiegen am Ort. Ein Teil der Einwohner pendelt nach Heilbronn bzw. Neckarsulm und Mannheim in die dortigen Industriebetriebe.

### Verkehr

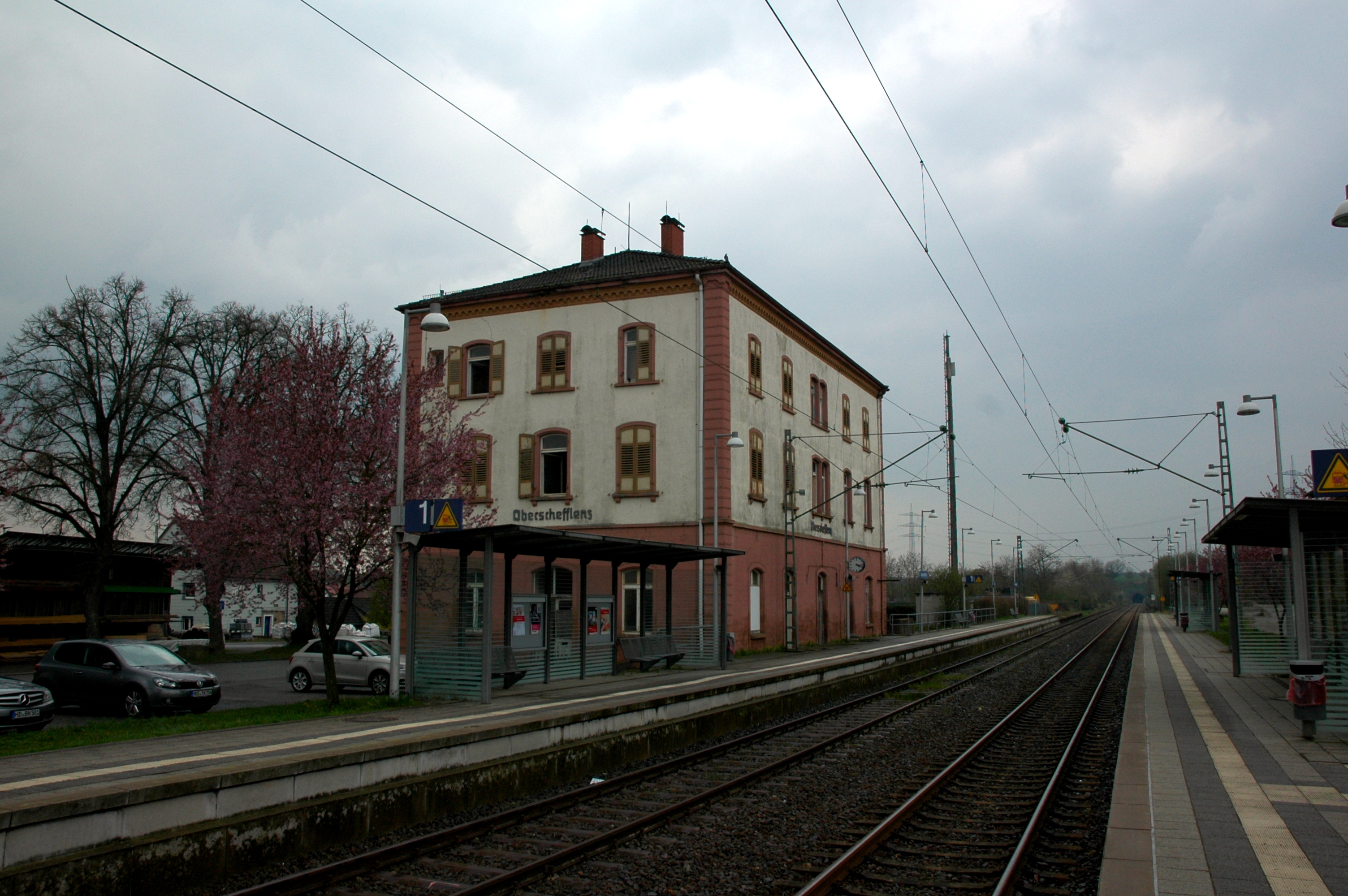
Bahnhof in Oberschefflenz (Apr. 2019)

Die nächsten Autobahnen sind die A 81 (Heilbronn – Würzburg, Anschlussstellen Osterburken, ca. 16 km, und Möckmühl, ca. 19 km) sowie die A 6 (Mannheim – Heilbronn, Anschlussstelle Sinsheim, ca. 50 km). Durch das Gemeindegebiet und den Ortsteil Oberschefflenz führt die Bundesstraße 292, die auch als Zubringer zu den genannten Autobahnanschlüssen dient.
Durch die S-Bahn RheinNeckar entlang der Bahnstrecke Neckarelz–Osterburken ist Schefflenz gut in Richtung Mannheim und Würzburg angebunden. Mit der Linie S1 werden die Haltepunkte Oberschefflenz und Eicholzheim stündlich in Richtung Mosbach und Osterburken bedient. Von Osterburken aus besteht Anschluss nach Würzburg. In Richtung Mosbach führt die S1 über Heidelberg und Mannheim direkt weiter bis Kaiserslautern bzw. Homburg. Das stattliche 544 m lange Schefflenzer Vogelbergtunnel verbindet im Osten des Auerbachtals die Einzugsgebiete von Neckar (Auerbachtal) und (Neckar-)Jagst (Schefflenztal). Diese Route bot in den 1860er Jahren (Inbetriebnahme: 25. Aug. 1866) topographisch und territorial Vorteile gegenüber einer nördlicheren (Elztal-)Route, um innerhalb des badischen Gebiets eine Streckenführung bis kurz vor Würzburg zu gewährleisten. Das Höhenniveau des Tunnels liegt bei leicht über 300 m. Von 1908 bis 1965 hatte in Oberschefflenz die private Schefflenztalbahn nach Billigheim ihren Ausgangspunkt. Den öffentlichen Personennahverkehr (ÖPNV) bedienen darüber hinaus mehrere Buslinien.
Hinsichtlich des Radverkehrs ist Unterschefflenz über Elztal (Ortsteile Dallau und Neckarburken) mit Mosbach und in der anderen Richtung mit Adelsheim durch eine Alltagsroute aus dem Radnetz Baden-Württemberg verbunden.

### Medien
Vorherrschende Tageszeitung in Schefflenz – besonders als Aboblatt – ist die in Heidelberg erscheinende Mosbacher Ausgabe der Rhein-Neckar-Zeitung. In ihrem Regionalteil bietet sie Nachrichten aus dem Altkreis Mosbach.
Der als kommunales Mitteilungsblatt bei Nussbaum Medien in Bad Rappenau erscheinende Schefflenzer Bote enthält neben amtlichen Bekanntmachungen aktuelle Informationen der Gemeindeverwaltung, schulische und kirchliche Mitteilungen, Berichte von Vereinen und Parteien sowie Werbeinhalte und private Annoncen. Herausgeber ist die Gemeinde Schefflenz. Er ist im Print-Abo erhältlich, die Rubrik „Schefflenz aktuell“ wird online auf der Gemeinde-Homepage Schefflenz vorgehalten.

### Bildungseinrichtungen
Schefflenz hat eine allgemeinbildende Grundschule in Oberschefflenz sowie eine Grund- und Hauptschule mit Werkrealschule (Schefflenzschule).
Ergänzt wird das Bildungsangebot durch Angebote der Musikschule Mosbach und der Volkshochschule Mosbach.
Ebenso können in verschiedenen Vereinen Musikinstrumente erlernt werden.

### Tourismus
Waldparkplätze, Rastplätze und Schutzhütten laden ebenso zum Besuch ein, wie gepflegte Gaststätten in den Ortsteilen und in der Umgebung. Ein alternatives Zwischenprogramm bietet der Barfußpfad an der Waldspitze im Ortsteil Mittelschefflenz.

### Freizeit
Moto-Cross-Gelände, Freibad im Ortsteil Unterschefflenz, gut ausgebaute Radwege, markierte Wanderwege, Waldwege, Waldhütte mit Grillmöglichkeit, Kinderspielplätze, Sportplätze, Sporthallen, Bogenschießanlage, Reitanlage mit Halle.

### Öffentliche Einrichtungen
- Ein Alten- und Pflegeheim des DRK „Haus Luise von Baden“ (Neubau 2006, früheres Roedderheim)

## Persönlichkeiten

### Ehrenbürger
Die Gemeinde Schefflenz bzw. die heute zu Schefflenz gehörigen Gemeinden haben folgenden Personen das Ehrenbürgerrecht verliehen:
- 1930: Edwin Roedder (* 8. April 1873 in Hornberg-Niederwasser; † 21. Oktober 1945 in Madison/Wisconsin), Philologe

### Söhne und Töchter der Gemeinde
- Nikolaus Rüdinger (um 1530–1581), neulateinischer Dichter sowie gräflicher Gymnasialrektor und Rentmeister in Wertheim
- Augusta Bender (1846–1924), Bauerntochter, Telegrafistin, Lehrerin, Frauenrechtlerin, (Heimat-)Schriftstellerin, die ihren Lebenstraum vom Weg in die weite Welt mühsam verwirklichte.
- Johann Georg Banschbach (1853–1927),  Abgeordneter der zweiten Kammer der Badischen Ständeversammlung
- Oskar Wirth (1884–1956), Politiker (BCSV, CDU), Mitglied der Beratenden Landesversammlung des Landes Baden.
- Ferdinand Strobel (1908–1999), Schweizer Jesuit und Kirchenhistoriker
- Otto Konrad (1924–1970), Maler und Graphiker
- Ingolf Burkhardt (* 1963), Jazzmusiker